# Млада гвардия (Краснодон)
Вижте пояснителната страница за други значения на Млада гвардия.
„Млада гвардия“ (на руски: „Молодая гвардия“) е младежка нелегална организация в град Краснодон, Луганска област, Съветска Украйна, участвала в съпротивително движение на територията на СССР, окупирана от Нацистка Германия по време на Втората световна война. Участниците в организацията са наричани младогвардейци.
Действали са в периода септември – декември 1942 г. През януари-февруари 1943 г. голяма част от тях са арестувани, мъчени и умъртвени от германските окупационни власти.

## История
Германската окупация на Краснодон започва на 20 юли 1942 г. Градът е освободен от Червената армия на 14 февруари 1943 г.

### Създаване
Нелегални младежки групи възникват скоро след окупирането на града. В тях влизат оказали се в Краснодон бойци от Червената армия – войници (Евгений Мошков, Иван Туркенич, Василий Гуков) и матроси (Дмитрий Огурцов, Николай Жуков, Василий Ткачов).
В края на септември младежките групи се обединяват в организацията „Млада гвардия“. Командир на организацията става Иван Туркенич. До днес остава неизвестно кой е бил комисар (традиционна длъжност на политически ръководител в Червената армия).
Членове на щаба са Иван Земнухов – началник на щаба, Георгий Арутюнянц (информация), Олег Кошевой (сигурност), Василий Левашов (командир на централната група), Сергей Тюленин (командир на бойна група). По-късно в щаба са включени Уляна Громова и Любов Шевцова. Значителна част от младогвардейците са комсомолци, временни комсомолски удостоверения са печатали в печатницата на организацията заедно с позивите.

### Дейност
Ръководителите на „Млада гвардия“ установяват връзка с нелегалната група в града на ВКП (б), създадена през август същата година и ръководена от Филип Лютиков и заместника му Николай Бараков, които впоследствие осъществяват политическото ръководство на младежката организация.
„Млада гвардия“ изготвя и разпространява над 5 хиляди позива. Нейните членове участват наред с нелегалните комунисти в извършваните диверсии в електромеханични работилници. Устройват подпалване на зданието на трудовата борса, където се съхраняват списъци на хората, определени за извозване в Третия райх, като спасяват около 2000 души от изпращане в Германия.
Младогвардейците се готвят също да организират въоръжено въстание в Краснодон, за да разбият германския гарнизон и да се присъединят към настъпващите части на Червената армия.

### Разкриване
Издирването от германците на бойци от съпротивата се активизира, след като младогвардейци извършват дръзко нападение на германски автомобили с новогодишни подаръци.
На 1 януари 1943 г. са арестувани Е. Мошков и Виктор Третякевич, не успели надеждно да скрият торбите с подаръците. На 2 януари е арестуван И. Земнухов, опитал се да помогне на другарите си. Г. Почепцов (младогвардеец) и баща му В. Громов донасят за известните им комсомолци и комунисти, като Почепцов съобщава имена на известни му членове „Млада гвардия“. На 5 януари полицията започва масови арести, които продължават чак до 31 януари.
До 1959 г. е считано, че младогвардейците е издал В. Третякевич, член на „Млада гвардия“, който не бил издържал мъченията според показания на следователя от полицията М. Кулешов. По присъда на военен трибунал в Краснодон са разстреляни Г. Почепцов, В. Громов и М. Кулешов на 19 септември 1943 г. През 1959 г. при нов съдебен процес се изяснява, че В. Третякевич е станал жертва на злепоставяне от М. Кулешов.

## Участници
Организацията наброява около 110 участници – юноши и девойки, най-младият от които е на 14 години.

### Съдба
На 15-16 и 31 януари 1943 г. окупантите хвърлят в шахта № 5 общо 71 души (някои живи, някои разстреляни) – младогвардейци и членове на нелегалната партийна организация. На 9 февруари край гр. Ровенки са разстреляни 5 души (вкл. О. Кошевой и Л. Шевцова), още 4 души са разстреляни в други райони. Всички младогвардейци пред смъртта са подлагани на мъчения и изтезания.
Известна е съдбата на още 12 членове на организацията. До края на войната 4 души участват в нея и загиват (включително командирът И. Туркенич), а други доживяват нейния край – от тях повечето участвали в бойни действия като партизани и/или бойци от редовната армия на фронта.

### Награди
С указ на Президиума на Върховния съвет на СССР от 13 септември 1943 г. на младогвардейците Уляна Громова, Иван Земнухов, Олег Кошевой, Сергей Тюленин, Любов Шевцова посмъртно е присвоено званието герой на Съветския съюз. По-късно (5 май 1990) с това звание посмъртно е удостоен също командирът Иван Туркенич.
Редица участници на „Млада гвардия“ са наградени със съветски ордени и медали:
- с орден „Червено знаме“ – 3 души,
- с орден „Отечествена война“ 1-ва степен – 35 души,
- с орден „Червена звезда“ – 6 души,
- с медал „На партизанина от Отечествената война“ 1-ва степен – 66 души.

С указ на Президиума на Върховния съвет на СССР от 13 декември 1960 г. оневиненият Виктор Третякевич посмъртно е награден с орден „Отечествена война“ 1-ва степен.

## В изкуството
Първите сведения за краснодонската нелегална организация „Млада гвардия“ излизат във фронтовия вестник „Сын отечества“ от 18 април 1943 г., а после и във вестниците „Социалистическая родина“ и „Ворошиловградская правда“.

### Кинофилми
- „Млада гвардия“ („Молодая гвардия“) – съветски игрален филм от 1948 г. по едноименния роман на А. Фадеев, режисьор Сергей Герасимов
- „Последна изповед“ („Последняя исповедь“) – руски сериен игрален филм от 2006 г. по едноименния роман на А. Фадеев, режисьор Сергей Лялин, сценаристи Юрий Аветиков, Евгений Котов; добавен е религиозен подтекст
- «Млада гвардия. По следите на предателя…» («Молодая гвардия. По следу предателя…») Архив на оригинала от 2011-06-21 в Wayback Machine. - руски документален филм от 2006 г., разследване на телевизионна програма „Искатели“, Първи канал
- „Наши“ („Наши“) – украински пълнометражен анимационен филм от 2012 г. на детска школа „Фантазеры“, Луганск под ръководството на Алексей Сич.

### Други
- „Млада гвардия“ („Молодая гвардия“) – опера (4 действия, 7 картини) на Юлий Мейтус от 1947 г.[2]
- „Разпята юност“ („Распятая юность“) – рок опера на Юрий Кукурекин от 2013 г.[3]
- театрални постановки в СССР, днешна Украйна и други страни
- пощенски марки, пликове, щемпели
- паметници

## Памет
- На организацията е наименуван новият град Молодогвардейск в Луганска област (1961), на участници в организацията и на нея са наименувани населени места, квартали, улици, совхози, колхози, кораби, училища, пионерски лагери и др. – Лугански военен лицей „Герои на Млада гвардия“, Училище № 2 „Млада гвардия“ в Чебаркул (Челябинска област)
- В самия Краснодон действа музей „Млада гвардия“, създадени са и училищни музеи (Москва, Томск).
- Издигнати са монументи, паметници, барелефи на младогвардейци – паметник в Краснодон, негово копие в Санкт Петербург (парка „Екатеринхоф“), Алея на героите-комсомолци (паметници) в 116 училище (Харков), Монумент на героите-пионери (паметници) в пионерски лагер „Алые паруса“ (край гр. Толиати) и др.